# Ozawa Hideaki
Hideaki Ozawa (sinh ngày 17 tháng 3 năm 1974) là một cầu thủ bóng đá người Nhật Bản.

## Sự nghiệp câu lạc bộ
Hideaki Ozawa đã từng chơi cho Kashima Antlers, Yokohama F. Marinos, Cerezo Osaka, FC Tokyo, Sportivo Luqueño và Albirex Niigata.

## Thống kê câu lạc bộ

### J.League
| Đội                 | Năm       | J.League | J.League | J.League Cup | J.League Cup | Tổng cộng | Tổng cộng |
| Đội                 | Năm       | Trận     | Bàn      | Trận         | Bàn          | Trận      | Bàn       |
| ------------------- | --------- | -------- | -------- | ------------ | ------------ | --------- | --------- |
| Kashima Antlers     | 1992      | -        | -        | 0            | 0            | 0         | 0         |
| Kashima Antlers     | 1993      | 0        | 0        | 0            | 0            | 0         | 0         |
| Kashima Antlers     | 1994      | 3        | 0        | 0            | 0            | 3         | 0         |
| Kashima Antlers     | 1995      | 0        | 0        | -            | -            | 0         | 0         |
| Kashima Antlers     | 1996      | 0        | 0        | 0            | 0            | 0         | 0         |
| Kashima Antlers     | 1997      | 0        | 0        | 0            | 0            | 0         | 0         |
| Yokohama Marinos    | 1998      | 0        | 0        | 0            | 0            | 0         | 0         |
| Yokohama F. Marinos | 1999      | 2        | 0        | 0            | 0            | 2         | 0         |
| Yokohama F. Marinos | 2000      | 0        | 0        | 0            | 0            | 0         | 0         |
| Cerezo Osaka        | 2000      | 0        | 0        | 3            | 0            | 3         | 0         |
| FC Tokyo            | 2001      | 1        | 0        | 1            | 0            | 2         | 0         |
| FC Tokyo            | 2002      | 0        | 0        | 0            | 0            | 0         | 0         |
| FC Tokyo            | 2003      | 0        | 0        | 2            | 0            | 2         | 0         |
| Kashima Antlers     | 2004      | 4        | 0        | 1            | 0            | 5         | 0         |
| Kashima Antlers     | 2005      | 0        | 0        | 1            | 0            | 1         | 0         |
| Kashima Antlers     | 2006      | 12       | 0        | 8            | 0            | 20        | 0         |
| Kashima Antlers     | 2007      | 3        | 0        | 0            | 0            | 3         | 0         |
| Kashima Antlers     | 2008      | 0        | 0        | 0            | 0            | 0         | 0         |
| Kashima Antlers     | 2009      | 0        | 0        | 0            | 0            | 0         | 0         |
| Albirex Niigata     | 2011      | 17       | 0        | 1            | 0            | 18        | 0         |
| Albirex Niigata     | 2012      | 3        | 0        | 1            | 0            | 4         | 0         |
| Tổng cộng           | Tổng cộng | 45       | 0        | 18           | 0            | 63        | 0         |